# Polyrhachis queenslandica
Polyrhachis queenslandica é uma espécie de formiga do gênero Polyrhachis, pertencente à subfamília Formicinae.